# Nậm La
Nậm La là một phụ lưu cấp 2 ở bờ phải sông Đà, chảy ở tỉnh Sơn La, Việt Nam. Nậm La có đoạn chảy qua thành phố Sơn La, và tên tỉnh "Sơn La" có nguồn gốc từ tên sông này.
Nậm La dài 51 km, diện tích lưu vực 419 km² mã sông là "02 02 63 45 08" . Sông chảy qua một đoạn sông ngầm đổ vào Nậm Pàn, sau đó tới sông Đà .

## Dòng chảy
Nậm La bắt nguồn từ các suối ở vùng núi các xã Bản Lầm huyện Thuận Châu, chảy qua xã Mường Chanh huyện Mai Sơn.
Các đoạn sông trong vùng có nhiều tên gọi khác nhau. Tại xã Bản Lầm có tên là suối Bản Bông chảy theo hướng đông nam và đi qua bản Bông của xã 21°17′0″B 103°48′1″Đ / 21,28333°B 103,80028°Đ.
Đến xã Mường Chanh thì có tên Nậm Chanh 21°15′7″B 103°50′59″Đ / 21,25194°B 103,84972°Đ, chảy theo hướng đông bắc. Sang xã Hua La thì sông mang tên Nậm La.
Từ xã Chiềng Cơi 21°18′39″B 103°54′26″Đ / 21,31083°B 103,90722°Đ sông chảy hướng bắc, qua nội thị thành phố Sơn La.
Đến giữa xã Chiềng Xôm sông đổi hướng đông. Tại bản Xẳng chỗ đèo Cao Pha thì Nậm La chảy ngầm một đoạn cỡ hơn 4 km, xuất lộ 1 km rồi hợp lưu với Nậm Pàn thành dòng Nậm Bú  đổ vào sông Đà.

## Thắng cảnh
Thẳm Tát Tòng hoặc thẳm Tát Toòng là thắng cảnh hang đá tự nhiên (karst) nằm ở dưới một dãy núi đá vôi lớn, ở Bản Bó, phường Chiềng An, thành phố Sơn La. Theo tiếng Thái vùng Tây Bắc Việt Nam thẳm Tát Tòng có nghĩa là "hang thác đồng". Nước từ hang đổ vào hồ Nong Luông và từ đó đến Nậm La . Thắng cảnh được Bộ Văn hóa - Thông tin xếp hạng quốc gia ngày 05/02/1994 . 21°21′42″B 103°53′33″Đ / 21,361619°B 103,892423°Đ
Hang Hua Bó là thắng cảnh hang núi ở bản Nang Phai, xã Mường Bú. Đó là một quần thể gồm 3 hang động thiên tạo dạng karst trong dãy núi đá vôi, gắn với một phụ lưu suối nhỏ của Nậm Bú .

## Thủy điện
Thủy điện Nậm La 21°24′22″B 103°56′38″Đ / 21,406111°B 103,943889°Đ công suất 27 MW, thực hiện chuyển nước từ Chiềng Xôm chỗ đèo Khau Phạ sang Mường Bú, được khởi công năm 2010 hoàn thành năm 2012 .
Thủy điện Nậm Chanh công suất 2,1 MW, trên dòng Nậm Chanh tại xã Mường Chanh huyện Mai Sơn và xã Hua La thành phố Sơn La, khởi công 4/2008 hoàn thành 2010 .

## Các vấn đề môi trường
Có hai vấn đề môi trường chính, là ô nhiễm và lũ lụt.
Ô nhiễm nước thải của thành phố Sơn La làm mất đi vẻ đẹp thơ mộng của sông, ảnh hưởng đến nguồn cấp nước sinh hoạt, đặc biệt là cư dân vùng hạ nguồn .
Ô nhiễm đầu nguồn nước ở huyện Thuận Châu, cũng như du lịch vào thăm hang, đang gây ô nhiễm nước ở Thẳm Tát Tòng, là nguồn cấp nước sinh hoạt cho thành phố Sơn La .
Sự tàn phá rừng đầu nguồn thì làm cho lũ lụt ngày càng dữ dội, nhiều lần lũ quét qua đường phố gây thiệt hại về người và tài sản .

## Chỉ dẫn
1. ↑  Trong tiếng Thái-Tày "Nậm" có nghĩa là nước, sông, suối.
2. ↑  Nhiều tư liệu coi đoạn xuất lộ là phần của dòng Nậm Bú.